# Westpfalz

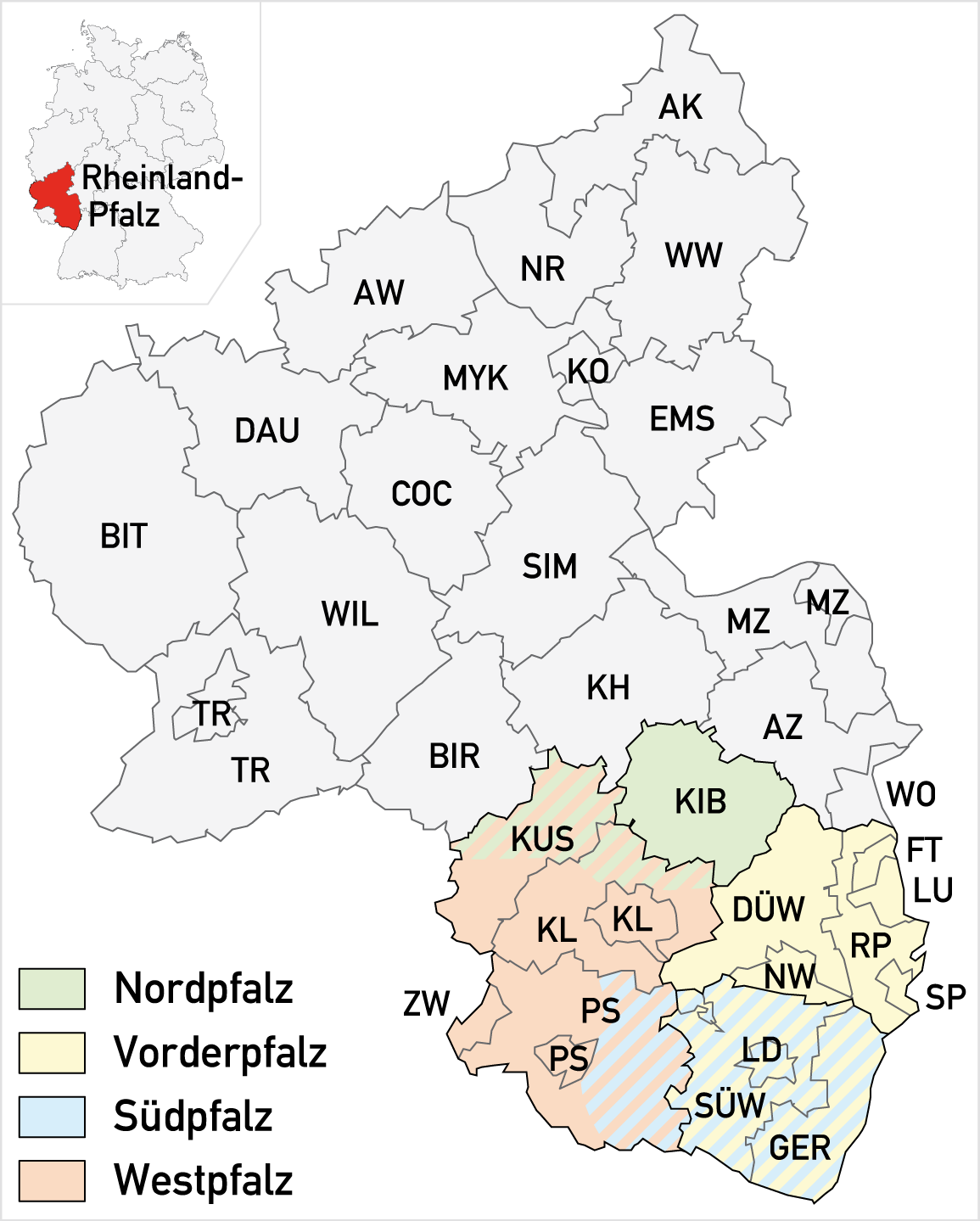
Rheinland-Pfalz mit der
Lage der Westpfalz

Die Westpfalz ist eine Teilregion im Westen der rheinland-pfälzischen Region Pfalz und nimmt (je nach Abgrenzung) etwa ein Drittel davon ein. Sie umfasst den westlichen Teil des Pfälzerwalds, den mittleren Teil des Nordpfälzer Berglands, die Westpfälzische Moorniederung und die Westricher Hochfläche. Eine frühere Bezeichnung lautete „Hinterpfalz“. Sie ging auf die Zeit der bayerischen Verwaltung ab 1816 zurück und wird heute von den Bewohnern selbst teilweise als diskriminierend empfunden.

## Geographie
Folgende Landkreise und kreisfreie Städte liegen ganz oder teilweise in der Westpfalz:
- Landkreis Kaiserslautern
- Stadt Kaiserslautern
- Landkreis Kusel
- Stadt Pirmasens
- Landkreis Südwestpfalz
- Stadt Zweibrücken
- Donnersbergkreis

Der Donnersbergkreis bzw. die Altkreise Rockenhausen und Kirchheimbolanden werden allerdings meist als eigenständige Region (Nordpfalz) betrachtet.
Eine abweichende Definition existiert auch für die Einteilung der Polizei; das Polizeipräsidium Westpfalz betreut neben den oben aufgezählten Kreisen nur den Westteil des Donnersbergkreises (ungefähr dem Altkreis Rockenhausen entsprechend) sowie die Verbandsgemeinde Meisenheim im Kreis Bad Kreuznach.
Historisch zählte bis 1920 auch der Saarpfalz-Kreis zur Westpfalz.

## Geschichte
Die Westpfalz ist bereits seit der Jungsteinzeit besiedelt, Hügelgräber aus der Bronze- sowie keltische Befestigungswälle aus der Eisenzeit sind hierfür sichtbare Zeugnisse. Es folgten rund 500 Jahre römischer Präsenz, durch die Überreste von Römerwegen und Siedlungen bis heute dokumentiert. Die Zeit der Staufer hinterließ viele Burgen in der Pfalz, so auch die Kaiserpfalz, die Kaiser Friedrich Barbarossa im Jahre 1158 in Kaiserslautern errichten ließ. Während des Dreißigjährigen Krieges (1618–1648) war die Region mehrfach Kriegsschauplatz. Weite Landstriche und unzählige Orte wurden entvölkert, zahlreiche Burgen zerstört. Auch in den Kriegen gegen Frankreich ab 1672 litt die Gegend. So wurde 1677 das Gebiet Pfalz-Zweibrückens von französischen Truppen großflächig verwüstet. Die Westpfalz litt deutlich weniger als die Kurpfalz unter dem folgenden Pfälzischen Erbfolgekrieg, aber ihm fielen die verbleibenden alten Burgen zum Opfer.
Dem Elend und Hunger entfliehend, wanderten 1709 die ersten Menschen aus der Region nach Amerika aus. In der zweiten Hälfte des 18. Jahrhunderts kam die Industrialisierung in Gang und gewann in der Mitte des 19. Jahrhunderts – unter anderem durch den Bau der Eisenbahnverbindung von der Saargegend nach Ludwigshafen – deutlich an Dynamik. In Kaiserslautern entstanden die Kammgarnspinnerei und die Nähmaschinenfabrik Pfaff, in der Südwestpfalz um Pirmasens die Schuhindustrie. Zum Ende des 18. und zu Beginn des 19. Jahrhunderts stand die Region unter französischer Herrschaft, ging nach Beschlüssen des Wiener Kongresses 1816 an Bayern und war seit 1871 Teil des neugegründeten Deutschen Reiches. Die Zeit nach dem – mit starken Zerstörungen verbundenen – Zweiten Weltkrieg war geprägt durch die starke Präsenz amerikanischer, aber auch französischer und kanadischer Streitkräfte. Nach Ende des Kalten Krieges wurde diese deutlich zurückgefahren. Der Großraum Kaiserslautern, mit dem Flugplatz Ramstein, dem Militärhospital Landstuhl sowie zahlreichen Depots und Kasernen, ist trotzdem weiterhin einer der wichtigsten Standorte des US-Militärs und der NATO in Europa.

## Bevölkerung
In der Westpfalz leben knapp 550.000 Menschen, darunter ca. 30.000 Ausländer. Hinzu kommen rund 50.000 im Großraum Kaiserslautern lebende US-Amerikaner, die in der offiziellen Bevölkerungsstatistik nicht erfasst sind. Sie bilden die größte US-amerikanische Gemeinde außerhalb der USA. Die mit Abstand größte Stadt und das Oberzentrum der Region ist Kaiserslautern mit rund 102.000 Einwohnern, gefolgt von Pirmasens und Zweibrücken. Die folgende Liste listet die größten Orte der Region:
| Stadt                   | Status                          | Kreis            | Einwohnerzahl (31. Dezember 2017) |
| ----------------------- | ------------------------------- | ---------------- | --------------------------------- |
| Kaiserslautern          | Oberzentrum                     | kreisfrei        | 100.747                           |
| Pirmasens               | Mittelzentrum                   | kreisfrei        | 40.707                            |
| Zweibrücken             | Mittelzentrum                   | kreisfrei        | 34.275                            |
| Eisenberg (Pfalz)       | Grundzentrum                    | Donnersbergkreis | 9.311                             |
| Landstuhl               | Mittelzentrum                   | Kaiserslautern   | 8.811                             |
| Kirchheimbolanden       | Mittelzentrum                   | Donnersbergkreis | 7.815                             |
| Bruchmühlbach-Miesau    | Grundzentrum                    | Kaiserslautern   | 7.720                             |
| Ramstein-Miesenbach     | Grundzentrum                    | Kaiserslautern   | 7.543                             |
| Enkenbach-Alsenborn     | Grundzentrum                    | Kaiserslautern   | 6.959                             |
| Rodalben                | Grundzentrum                    | Südwestpfalz     | 6.952                             |
| Schönenberg-Kübelberg   | Grundzentrum                    | Kusel            | 5.543                             |
| Rockenhausen            | Mittelzentrum im Ergänzungsnetz | Donnersbergkreis | 5.322                             |
| Otterberg               | Grundzentrum                    | Kaiserslautern   | 5.274                             |
| Kusel                   | Mittelzentrum                   | Kusel            | 4.992                             |
| Waldfischbach-Burgalben | Grundzentrum                    | Südwestpfalz     | 4.786                             |
| Dahn                    | Mittelzentrum                   | Südwestpfalz     | 4.595                             |

## Kultur und Freizeit
Kultureller Mittelpunkt der Region ist Kaiserslautern mit dem Pfalztheater (Musiktheater, Schauspiel, Ballett), der Pfalzgalerie (Kunstausstellungen), der Fruchthalle (klassische Konzerte), dem Kulturzentrum Kammgarn und anderen kulturellen Einrichtungen sowie einer vielfältigen Kneipen- und Restaurantszene, die spürbar von der starken amerikanischen Präsenz und den über 13.000 Studierenden geprägt ist.
Zahlreiche Burgen, darunter die Burg Lichtenberg bei Kusel, ziehen Besucher an, wie auch außergewöhnliche Museen, z. B. das Mitmachmuseum Dynamikum in Pirmasens.
Ein Anziehungspunkt für Menschen aus Südwestdeutschland, Luxemburg und dem nördlichen Frankreich ist das Zweibrücken Fashion Outlet in Zweibrücken, das mit 120 Geschäften und über 3 Millionen Besuchern größte Outlet-Center in Deutschland.
Herausragender Freizeitwert der Region ist jedoch die Natur, die vielfältige Aktivitäten ermöglicht. Der Pfälzerwald und der Donnersberg sind beliebte Wandergebiete und bieten auch Mountainbikern und Rennradfahrern hervorragende Bedingungen. Das Dahner Felsenland ist eines der beliebtesten Klettergebiete Deutschlands.

## Wirtschaft und Verkehr

### Wirtschaft
Die Region Westpfalz befindet sich seit Jahrzehnten in einem tiefgreifenden wirtschaftlichen Strukturwandel. Traditionelle Schwerpunkte, wie die Schuhindustrie in Pirmasens und die Textilindustrie in Kaiserslautern, haben in den zurückliegenden Jahrzehnten massiv an Bedeutung verloren, ohne diese jedoch gänzlich einzubüßen. Durch die Ansiedlung von Forschungsinstituten und High-Tech-Unternehmen im Umfeld der Rheinland-Pfälzischen Technischen Universität Kaiserslautern-Landau (ehemals Technische Universität Kaiserslautern) konnten in den vergangenen Jahren positive Impulse gesetzt und die Region Kaiserslautern als wichtiger IT-Standort etabliert werden. Die Stadt Kaiserslautern bezeichnet sich daher selbst auch als „Silicon Woods“, in Anlehnung an das bekannte „Silicon Valley“ in Kalifornien.
Zahlreiche erfolgreiche mittelständische Unternehmen, insbesondere Maschinenbauer und Automobilzulieferer, bilden das Rückgrat der regionalen Wirtschaft. Bedingt durch die engen Verflechtungen mit den USA haben darüber hinaus mehrere US-amerikanische Konzerne, z. B. der Landmaschinenproduzent John Deere, Produktions- und Entwicklungsstätten in der Region angesiedelt.

### Wissenschaft
Die Region beherbergt die Rheinland-Pfälzische Technische Universität Kaiserslautern-Landau und die Hochschule Kaiserslautern (mit Zweigstandorten in Zweibrücken und Pirmasens) mit insgesamt rund 20.000 Studierenden (2013) sowie zahlreiche renommierte Forschungseinrichtungen, darunter das Deutsche Forschungszentrum für Künstliche Intelligenz (DFKI), das Max-Planck-Institut für Softwaresysteme (MPI SWS) sowie die Fraunhofer-Institute für Experimentelles Software Engineering (IESE) und Techno- und Wirtschaftsmathematik (ITWM).

### Institutionen
Die Westpfalz ist eine von fünf Planungsregionen in Rheinland-Pfalz. Träger der Regionalplanung ist die Planungsgemeinschaft Westpfalz mit Sitz in Kaiserslautern.
Im Jahr 2012 haben zahlreiche Akteure aus Wirtschaft, Wissenschaft, Politik und Zivilgesellschaft den Verein ZukunftsRegion Westpfalz gegründet. Dieser hat das Ziel, die Konkurrenzfähigkeit der Westpfalz im Wettbewerb der Regionen um Einwohner, Fachkräfte und Unternehmen zu verbessern.
Weitere Einrichtungen innerhalb der Region tragen den Begriff „Westpfalz“ in ihrem Namen, darunter das Westpfalz-Klinikum (mit Standorten in Kaiserslautern, Kusel, Kirchheimbolanden und Rockenhausen), die Westpfalzwerkstätten, das Polizeipräsidium Westpfalz und die Kreishandwerkerschaft Westpfalz.

### Verkehr
Straßenverkehr
Die Ballungsräume Rhein-Main mit dem Frankfurter Flughafen, Rhein-Neckar, Saarbrücken sowie das Oberzentrum Trier liegen in einem Radius von rund 60 Autominuten.
Autobahnen in der Region:
- A 6 Saarbrücken–Mannheim
- A 8 Pirmasens–Saarland–Luxemburg
- A 62 Pirmasens–Trier/Luxemburg
- A 63 Kaiserslautern–Mainz

Schienenverkehr
Das Oberzentrum Kaiserslautern liegt an der ICE-Strecke Paris–Saarbrücken–Mannheim–Frankfurt. Direkte regionale Verbindungen bestehen nach Saarbrücken, Bad Kreuznach/Bingen, nach Mainz und ins Rhein-Neckar-Gebiet.

### „Ärzte für die Westpfalz“
Der Verein Ärzte für die Westpfalz e. V. wurde 2023 gegründet und verfolgt das Ziel, dem „wachsenden Notstand […] in der ärztlichen Versorgung in der ländlichen Region, insbesondere der Westpfalz und dem Landkreis Bad Kreuznach“ entgegenzuwirken. Der durch Spenden finanzierte Verein vergab 2023 und 2024 Stipendien für ein Medizinstudium an der Universität Pécs in Ungarn und richtet ein Mediziner-Camp aus. Stipendiatinnen und Stipendiaten des Vereins verpflichten sich, nach ihrem Studium zunächst in der Region des Vereins zu arbeiten. Mitglieder des Vereins „Ärzte für die Westpfalz“ sind der Kreis Bad Kreuznach, der Donnersbergkreis, der Kreis Kaiserslautern, der Kreis Kusel, der Kreis Südwestpfalz, die Städte Kaiserslautern, Pirmasens und Zweibrücken, der „Zukunftsregion Westpfalz e. V.“ sowie das Westpfalz-Klinikum und das Pfalzklinikum. Den Vorstand des Vereins bilden Rainer Guth, Landrat des Donnersbergkreises, Markus Zwick, Oberbürgermeister der Stadt Pirmasens, und Otto Rubly, Landrat des Landkreises Kusel.

## Bekannte Westpfälzer
Zahlreiche bekannte Sportler sind in der Region geboren oder aufgewachsen, darunter die Brüder Fritz und Ottmar Walter sowie Horst Eckel aus der Weltmeistermannschaft von 1954, weiter Raphael Holzdeppe (Stabhochsprung), die Radsportler Udo Bölts und Miriam Welte sowie die Fußballer Nadine Keßler (Weltfußballerin 2014), Miroslav Klose (Weltmeister 2014, WM-Rekordtorschütze) und Hans-Peter Briegel (Europameister 1980, Vizeweltmeister 1982 und 1986).
Erfolgreiche Unternehmer waren unter anderem Georg Michael Pfaff (Nähmaschinen), Gustav Rheinberger und Peter Kaiser (Schuhe), Christian Dingler (Druckpressen) und Ludwig von Gienanth (Eisenindustrie).
Auch die ehemaligen Landesminister Jochen Hartloff und Margit Conrad sind in der Region geboren, ebenso Axel A. Weber, der frühere Präsident der Bundesbank.

## Raumplanung
Zuständig für die Raumplanung in der Westpfalz ist die gleichnamige Planungsgemeinschaft.